# Загорье (Чечерский район)
Загорье (бел. Загор'е) — упразднённая деревня в Чечерском районе Гомельской области Белоруссии. Входила в состав Залесского сельсовета.
На севере, востоке и юге граничит с Чечерским биологическим заказником. Рядом месторождение мела.
В результате катастрофы на Чернобыльской АЭС и радиационного загрязнения жители переселены в чистые места.

## География

### Расположение
В 15 км на северо-восток от Чечерска, 52 км от железнодорожной станции Буда-Кошелёвская (на линии Гомель — Жлобин), 80 км от Гомеля.

### Гидрография
На реке Бобёр (приток реки Сож).

## Транспортная сеть
Транспортные связи по просёлочной, затем автомобильной дороге Полесье — Чечерск. Планировка состоит из чуть искривлённой улицы, ориентированной с юго-востока на северо-запад, к которой на юге присоединяется короткая улица. Застройка двусторонняя, деревянная, усадебного типа.

## История
Согласно письменным источникам известна с XVIII века как селение в Речицком повете Минского воеводства Великого княжества Литовского. Согласно описи 1765 года 18 дымов, работала мельница.
После 1-го раздела Речи Посполитой (1772 год) в составе Российской империи. В 1871 году жители захватили большой участок леса, который принадлежал помещику, о чём граф И. И. Чернышов-Кругликов сообщал министру внутренних дел. С 1880 года действовал хлебозапасный магазин. Согласно переписи 1897 года действовали школа грамоты, 2 ветряные мельницы, в Полесской волости Гомельского уезда Могилёвской губернии. Рядом находился фольварк Старое Загорье. В 1909 году 385 десятин земли, лесная сторожка.
В 1926 году 72 двора работали почтовый пункт, начальная школа. С 8 декабря 1926 года до 30 декабря 1927 года центр Загорского, с 1939 года до 29 октября 1959 года в Закриничском сельсовете Чечерского района Гомельского (до 26 июля 1930 года) округа, с 20 февраля 1938 года Гомельской области. В 1930 году организован колхоз «Юный ленинец», работали смоловарня (с 1933 года), 2 ветряные мельницы, Загорское лесничество. 108 жителей погибли на фронтах Великой Отечественной войны.

## Население

### Численность
- 1990-е годы — жители переселены.

### Динамика
- 1765 год — 18 дымов.
- 1897 год — 266 жителей, 49 дворов (согласно переписи).
- 1909 год — 464 жителя, 67 дворов.
- 1959 год — 536 жителей (согласно переписи).
- 1990-е годы — жители переселены.